# Lech Piwowar
Lech Józef Piwowar (ur. 7 lutego 1909 w Krakowie, zm. wiosną 1940 w Charkowie) – polski poeta, satyryk, publicysta, tłumacz, krytyk literacki i teatralny, porucznik rezerwy piechoty Wojska Polskiego, ofiara zbrodni katyńskiej.

## Życiorys
Syn Adama i Heleny z domu Czechowska. Absolwent gimnazjum w Olkuszu z 1928. Ukończył studia na wydziale filozoficznym Uniwersytetu Jagiellońskiego i w Szkole Nauk Politycznych w Katowicach. Absolwent batalionu podchorążych rezerwy piechoty nr 5 z 1929. Został awansowany do stopnia podporucznika ze starszeństwem z dniem 1 stycznia 1933. Został przydzielony do 40 pułku piechoty Dzieci Lwowskich, później do 1 pułku Strzelców Podhalańskich i w tej jednostce odbywał ćwiczenia rezerwy. Mianowany porucznikiem.
Związany z lewicową awangardą literacką Krakowa, członek Koła Literacko-Artystycznego (Litart) 1932–1935, od 1933 Polskiego Akademickiego Klubu Artystycznego. Współautor szopek politycznych Teatru Artystów Cricot. Autor zbiorów wierszy Raj w nudnym zajeździe (1932), Śmierć młodzieńca w Śródmieściu (1934), Co wieczór (1936).
Po wybuchu II wojny światowej w czasie kampanii wrześniowej został zmobilizowany w 73 pułku piechoty. Po agresji ZSRR na Polskę z 17 września 1939 został aresztowany przez Sowietów i przewieziony do obozu w Starobielsku. Wiosną 1940 został zamordowany przez funkcjonariuszy NKWD w Charkowie i pogrzebany w bezimiennej mogile zbiorowej w Piatichatkach, gdzie od 17 czerwca 2000 mieści się oficjalnie Cmentarz Ofiar Totalitaryzmu w Charkowie. Figuruje na Liście Starobielskiej NKWD, pod poz. 2736.
5 października 2007 roku minister obrony narodowej Aleksander Szczygło mianował go pośmiertnie na stopień kapitana. Awans został ogłoszony 9 listopada 2007 roku w Warszawie, w trakcie uroczystości „Katyń Pamiętamy – Uczcijmy Pamięć Bohaterów”.